# هبركية

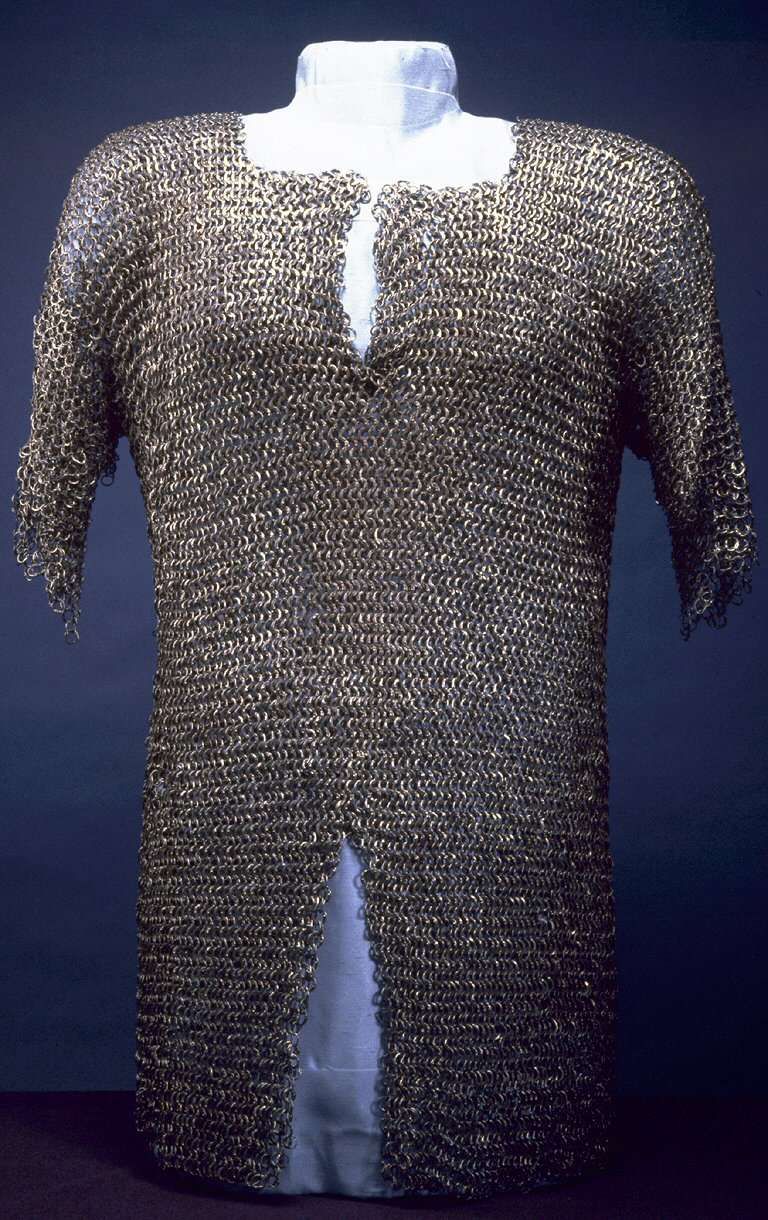
درع إيطالي مصنوع من الزرد في أواخر القرن الخامس عشر

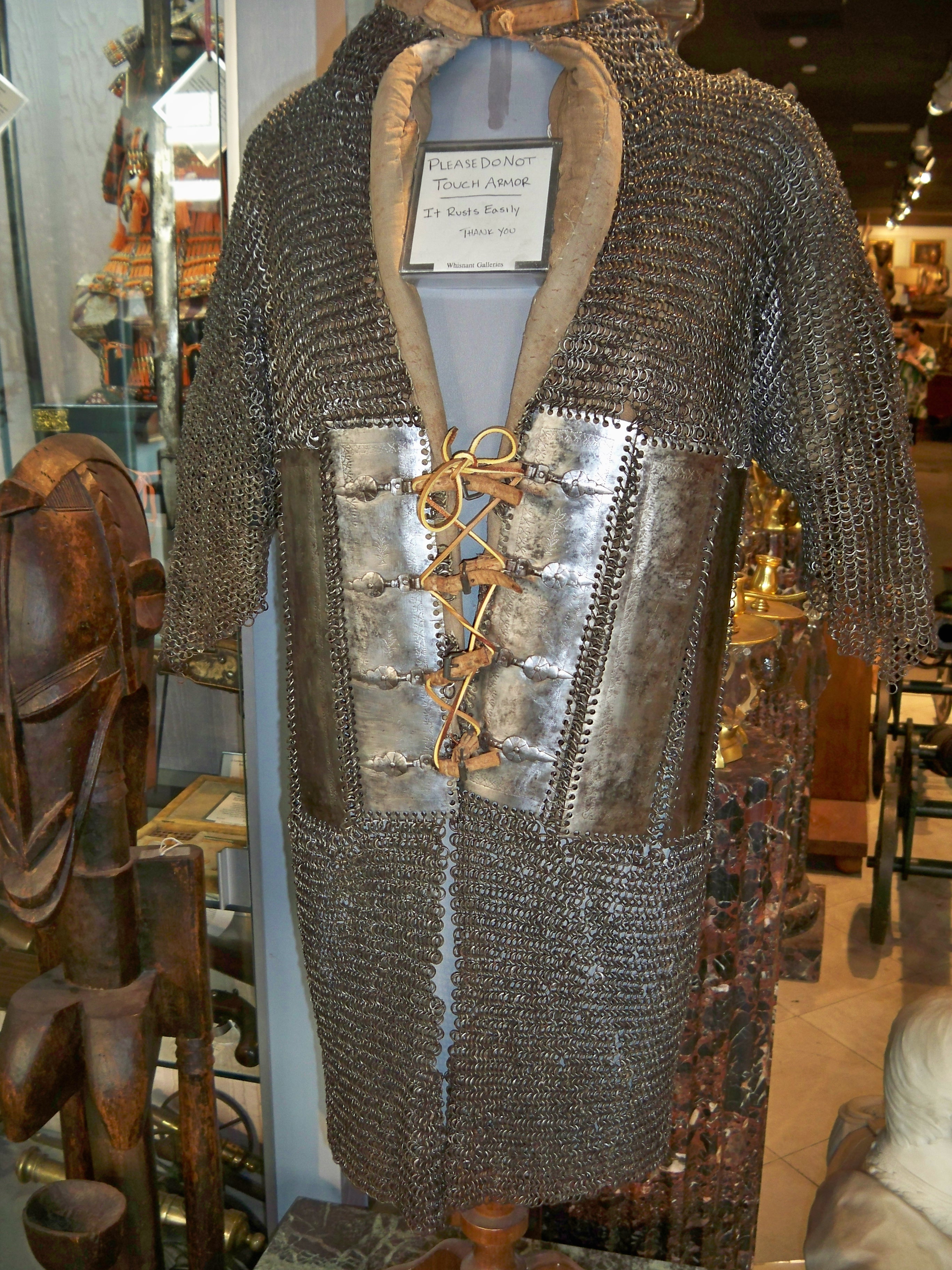
درع الزرد معزز بصفائح الحديد

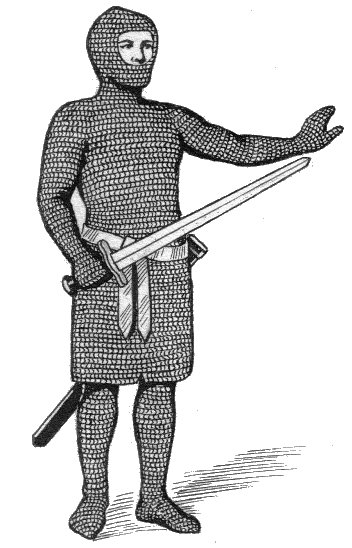
درع الزرد

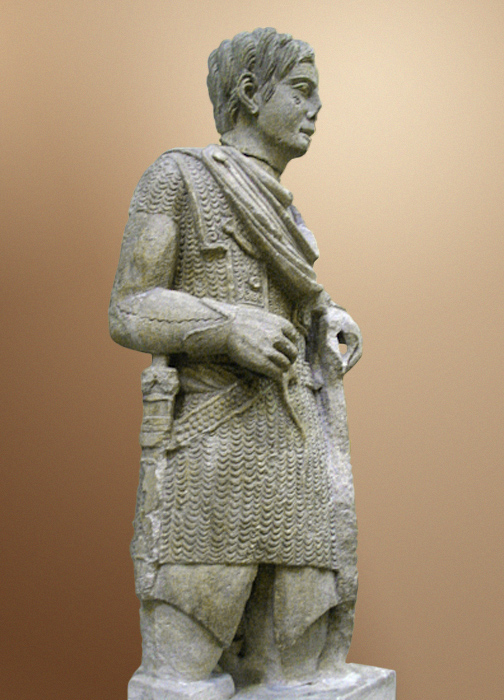
تمثال مقاتل كلتي يرجع للقرن الأول قبل الميلاد من شمال فرنسا يرتدي درعاً

الهَبرْكِيَّة (بالإنجليزية: Hauberk)‏ نوع من الدروع يتكون من الزرد أي حلق الحديد الذي ينسج مع بعضه ليصنع منه قميص من الحديد يرتديه المقاتل. وفرت هذه الدروع حماية للمقاتل من الضربات التي كان يتلقاها في ساحة المعركة في ذلك الوقت مثل السيوف والسهام وغيرها.
ویرجع تاریخ إلى ما قبل الميلاد وقد ظهرت الدروع في شرق آسيا وفي أوروبا كلٌ على حدة ووجدت لقى أثرية الهبركيات في أوروبا ترجع للقرن الرابع قبل الميلاد من مقبرة كلتية في رومانيا.
ويرجع المؤرخون بداية استعمال الرومان للهبركية على إثر تعرفهم عليها في صراعهم مع الغال في مناطق شمال إيطاليا. بعد ذلك، بدأ الرومان يستخدمون درع الكلاليب Lorica hamata [الإنجليزية] والتي استمرت حتى مطلع القرن الثاني الميلادي ثم بدأ استعمال الهبركية الفصيّة Lorica segmentata [الإنجليزية]. بعدها، شاعت الدروع الشخصية للمقاتلين في العصور الوسطى في مناطق الإمبراطورية العربية والممالك الأوربية حتى بلغ الدرع تغطية كاملة للجسم في أوروبا في القرن 13 ثم شاع استخدام الدرع الصفيحي درع صفيحية منذ القرن 14

## معرض صور

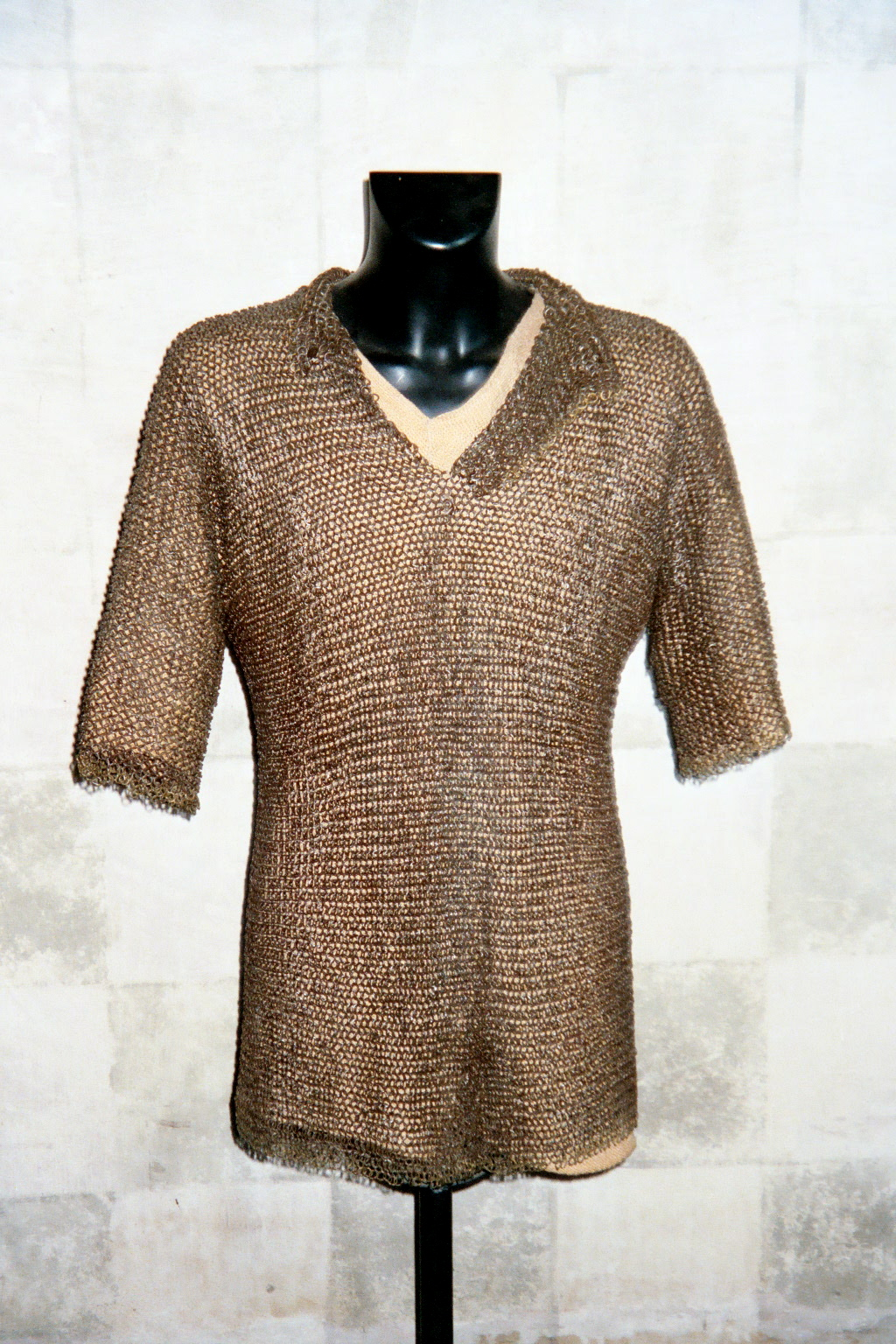
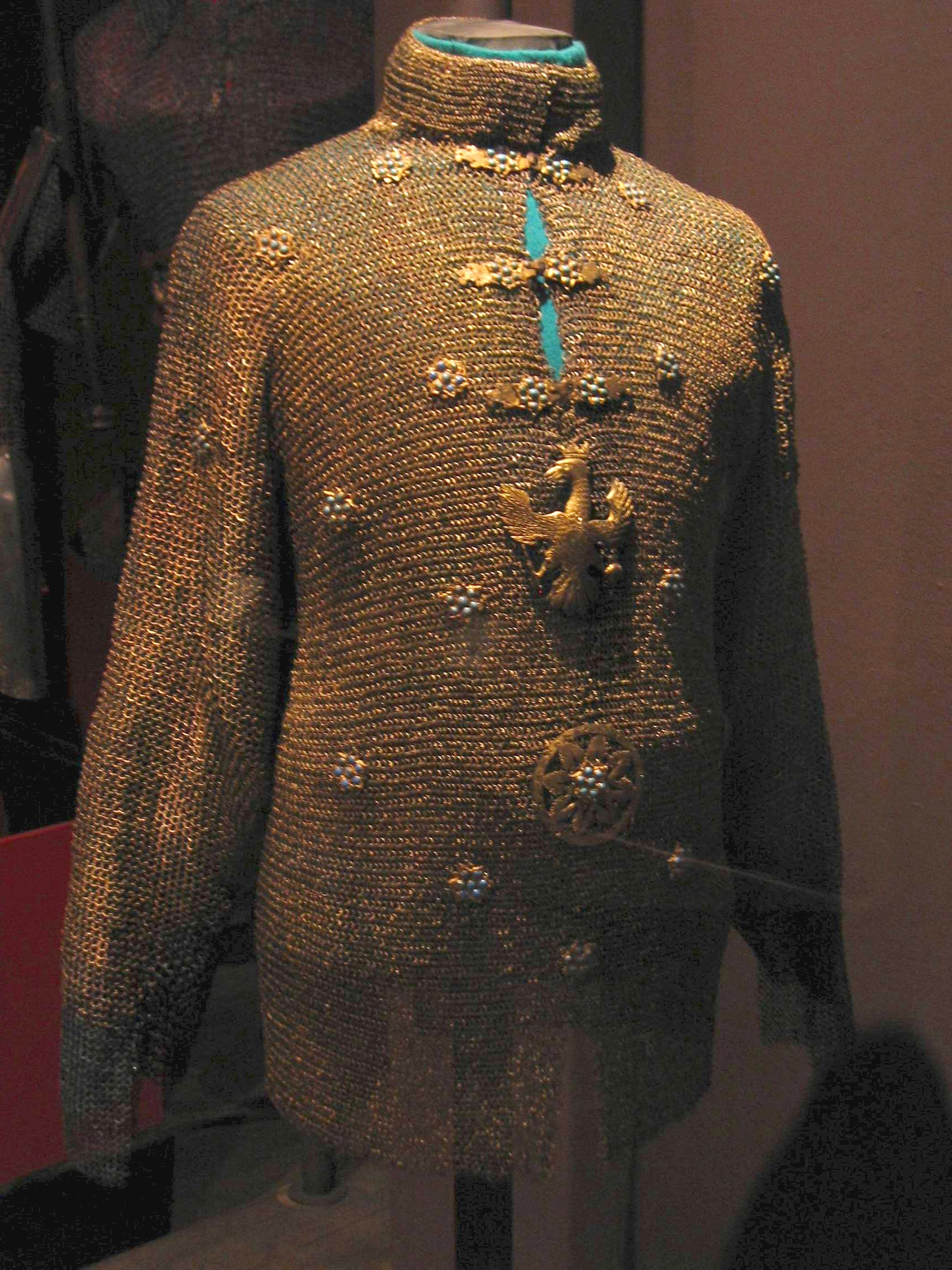
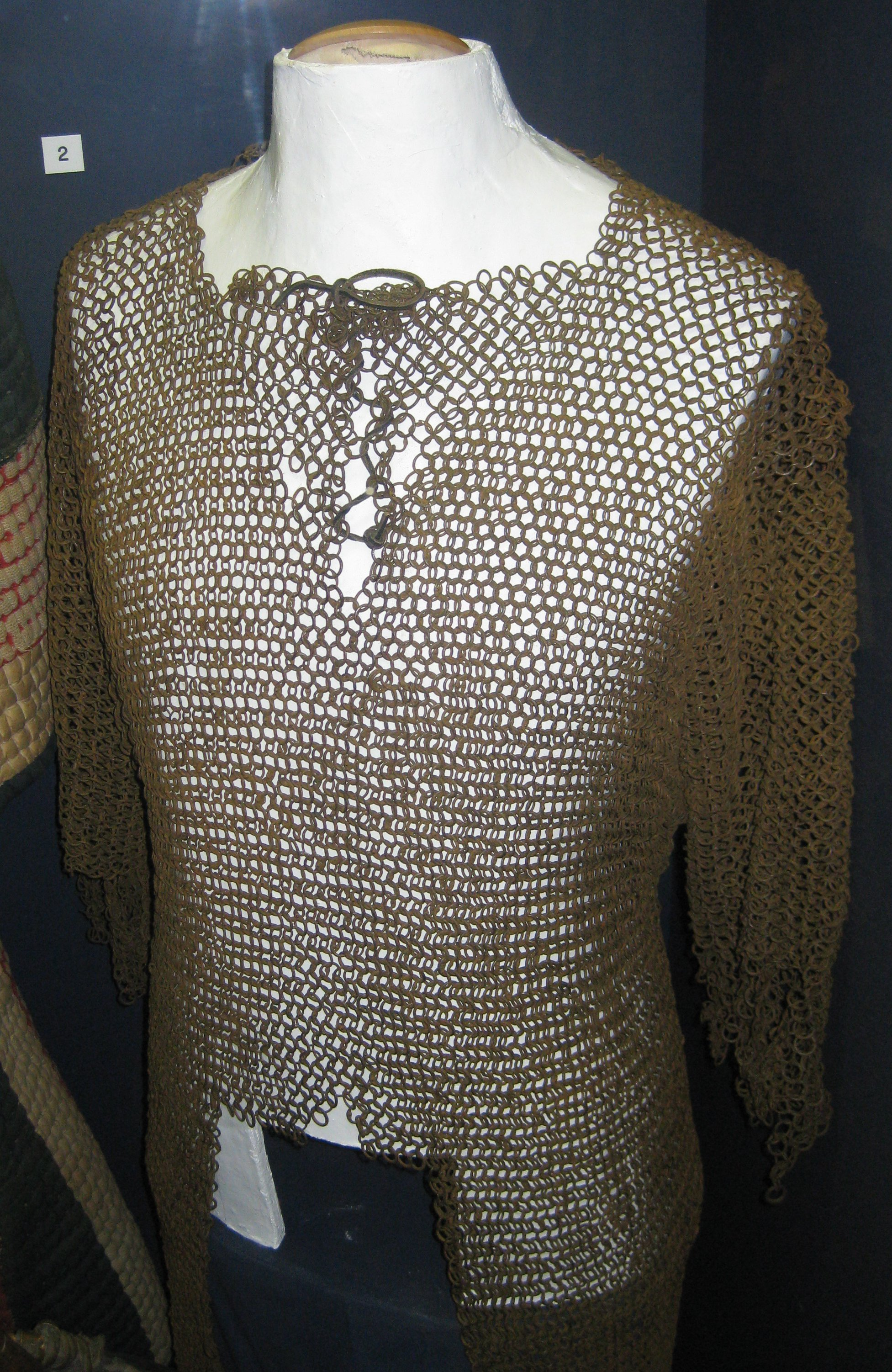
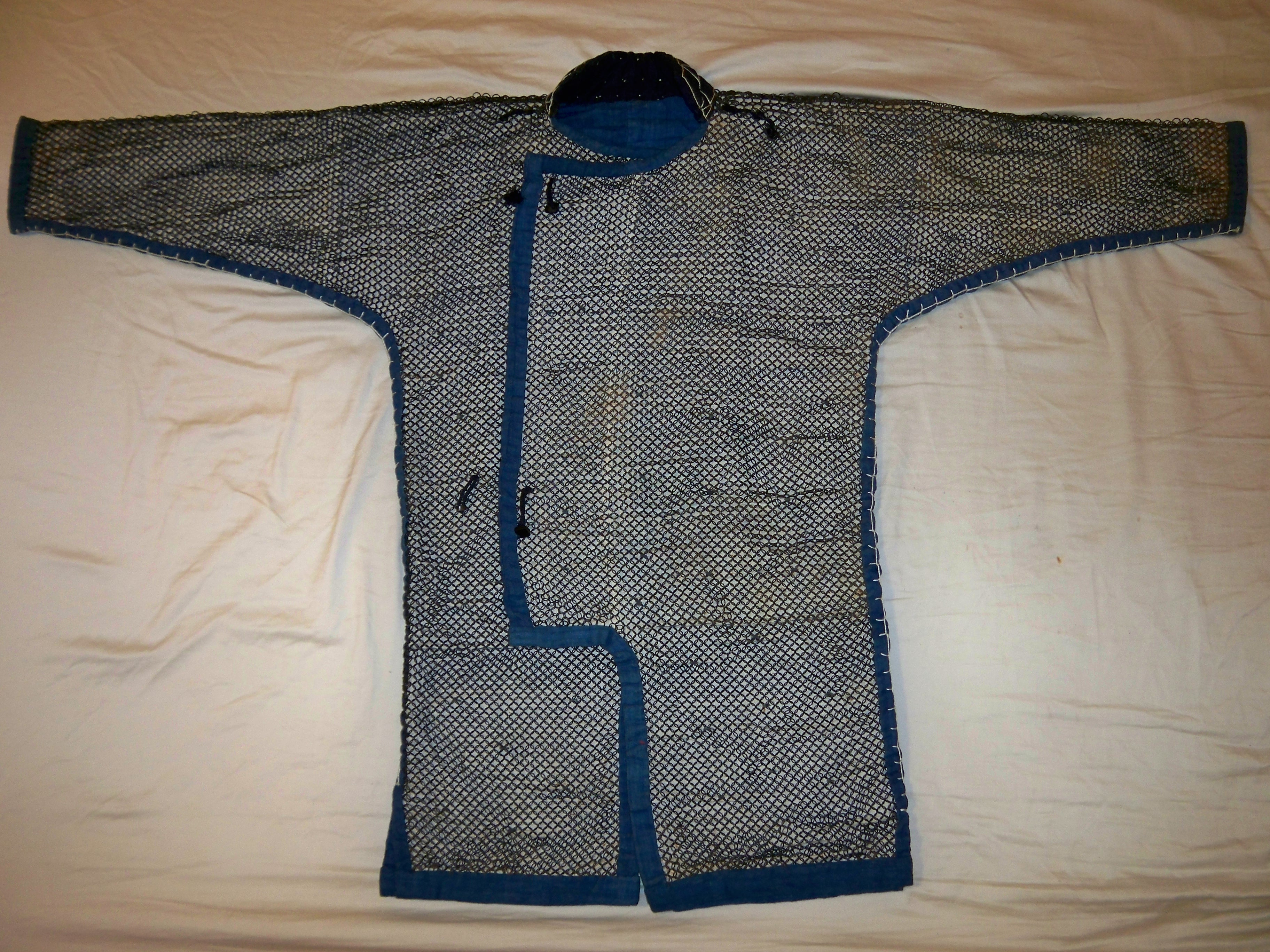